# Crocus City Hall

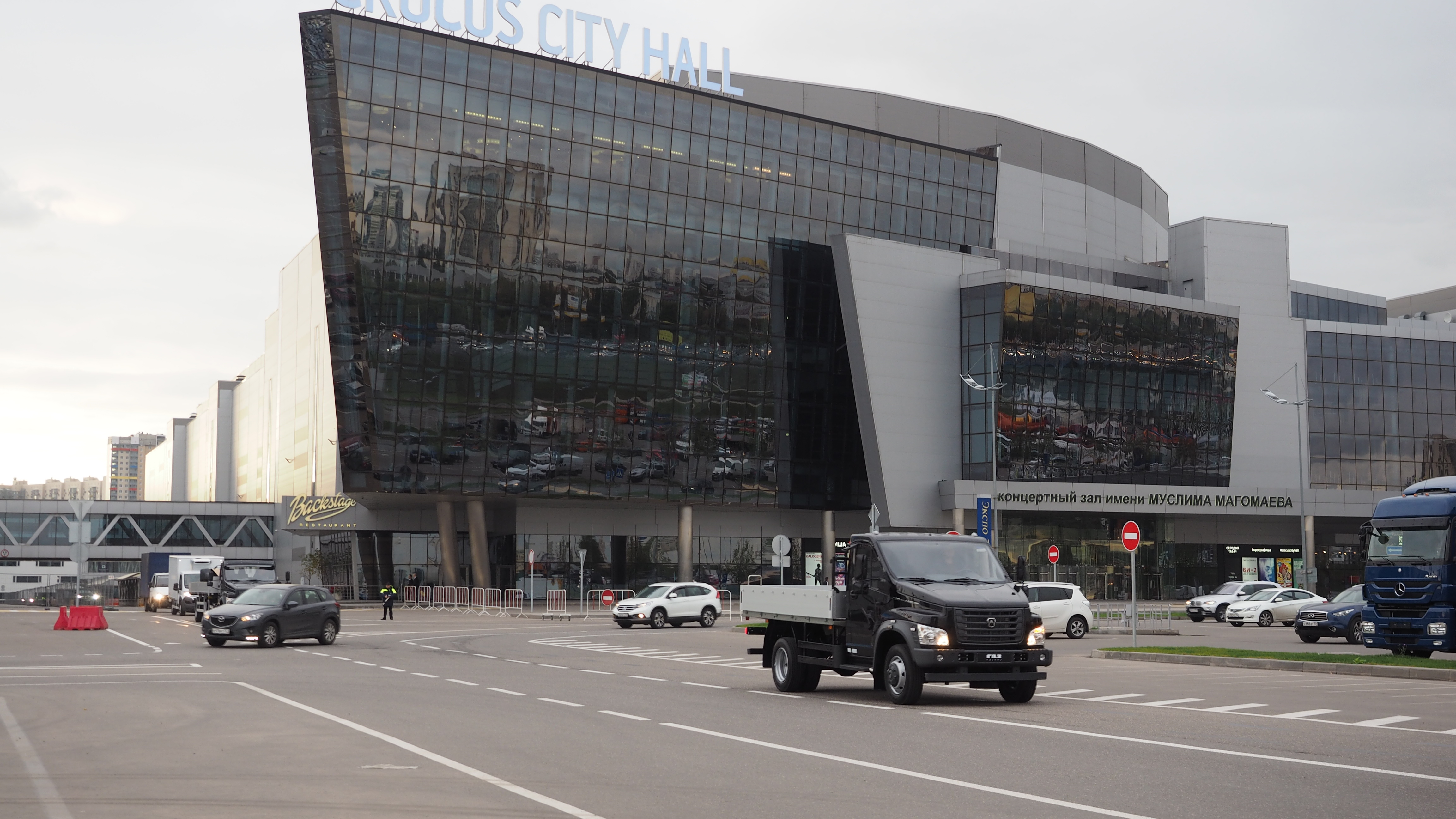
Crocus City Hall (2015)

Die Crocus City Hall (russisch Крокус Сити Холл) ist eine Veranstaltungshalle in Krasnogorsk, Oblast Moskau. Sie befindet sich auf einer Halbinsel des Flusses Moskwa unmittelbar an der Grenze zum Stadtgebiet von Moskau.

## Hintergrund
Die Crocus City Hall ist Bestandteil des ab dem Jahr 2000 gebauten Einkaufs- und Messezentrums Crocus City des russischen Oligarchen Araz Ağalarov. Die Halle, entworfen von Zurab Tsereteli, wurde am 25. Oktober 2009 eröffnet. Der Konzertsaal hat 6200 Plätze.
2013 fand hier das Finale von Miss Universe statt.
Am Abend des 22. März 2024 kam es zu einem Anschlag mit mindestens 144 Toten. Weite Teile des Gebäudes gerieten in Brand und Teile des Daches stürzten ein.